# بلباو باسكت
بلباو باسكت (بالإنجليزية: Bilbao Basket)‏ هو فريق كرة سلة إسباني تأسس في 2000 يقع في بلباو، إسبانيا. يلعب في دوري ليغا أيه سي بي.

## وصلات خارجية
- الموقع الإلكتروني